# زاوتی ایلیچا (سرزمین آلتای)
زاوتی ایلیچا (به لاتین: Zavety Ilyicha) یک منطقهٔ مسکونی در روسیه است که در سرزمین آلتای واقع شده‌است.